# Braque de l'Ariège
De Braque de l'Ariège is een hondenras dat afkomstig is uit Frankrijk. Het is een jachthond, die geschikt is voor de jacht op allerlei soorten wild. Hij is het meest geschikt voor de jacht op vogels. Het ras is verwant aan de Braque Saint-Germain. Een volwassen dier is ongeveer 65 centimeter hoog, daarbij kan hij wel 30 kilogram zwaar worden.
Bracco italiano ·
Braque d'Auvergne ·
Braque de l'Ariège ·
Braque du Bourbonnais ·
Braque Dupuy ·
Braque français ·
Braque Saint-Germain ·
Český fousek ·
Drentsche patrijshond ·
Duitse staande hond (draadhaar) ·
… (korthaar) ·
… (langhaar) ·
… (stekelhaar) ·
Engelse setter ·
Épagneul bleu de Picardie ·
Épagneul breton ·
Épagneul de Pont-Audemer ·
Épagneul français ·
Épagneul picard ·
Gammel dansk hønsehund ·
Gordon setter ·
Griffon Boulet ·
Griffon Korthals ·
Grote münsterländer ·
Ierse setter ·
Kleine münsterländer ·
Perdigueiro de Burgos ·
Perdigueiro português ·
Poedelpointer ·
Pointer ·
Slovenský hrubosrstý stavač ·
Spinone italiano ·
Stabij ·
Vizsla ·
Weimarse staande hond